# Ордоньйо II
Ордоньйо II (ісп. Ordoño II, між 871 та 873 —924) — король Галісії (910—924) і Леону (914—924).

## Біографія
Походив з династії Астур-Леон. Син Альфонсо III, короля Астурії, та Хімени Памплонської. Дата народження достеменно невідома: десь між 871 й 873 роками. У 882 році батько послав молодого Ордоньйо в Сарагосу до двору валі Мухаммада ібн Лубба для здобуття освіти. Після повернення 884 року приєднався до повстання свого старшого брата Гарсії проти батька, але того ж року заколотники зазнали поразки. Після цього Ордоньйо відійшов від політичних справ. У 895 році оженився на Ельвірі Менендес
У 908 році призначено намісником Галісії. На цій посаді здійснював військові походи проти Кордовського емірату. Під час одного з успішних походів до Севільї, сплюндрувавши її околиці.
У 910 році підтримав заколот матері й братів проти Альфонсо III, який зазнав поразки й вимушений був поділити своє королівство. Після розділу Астурії Ордоньйо отримав західну Галісію, розпочавши боротьбу за посилення королівської влади.
У 913 році війська Ордоньйо II спустошили місто Евору, вбивши валі Марвана Абд аль-Маліка. У 914 році приєднав після смерті свого брата Гарсії I був проголошений королем Леону. Церемонія коронації відбулася у місті Сантьяго-де-Компостела.
У 915 році захопив замок Аланхе, місто Медельїн і пограбувавши територію Меріди, змусивши намісника Бадахосу сплатити великий викуп. На честь успіху наказав звести у Леоні Собор Діви Марії. У 916 році король знову рушив до Мериди, неподалік від якої завдав поразки війську Кордовського емірату.
Близько 917 року Ордоньйо II переніс свою столицю з Ов'єдо до Леону. Того ж року розгромив Абдаррахмана III, Кордовського еміра, при Сан-Естебан-де-Гормас (відома також як битва при Кастромор). Почувши процей успіх Санчо I, король Наварри, уклав військовий союз з Ордоньйо II. У 918 році разом з Санчо I відвоював у клану Бану Касі міста Арнедо, Валтієрра і Калахорру. Втім вже у серпні того ж року Ордоньйо II і Санчо I зазнали поразки від військ Абдаррахмана III в битві при Мутонії (нині невідоме місце, розташовано на землях Сорія і Сеговії)
У 920 році халіф розбив війська Ордоньйо II і Санчо I в битві при Вальдехункері (неподалік від Памплони). Вважається, що поразка була багато в чому наслідком зради графів Бургоса і Кастилії, які не з'явилися на заклик Санчо I. Король пішов на них походом, велів схопити у Техаресі і запроторити до в'язниці, де обидва загинули.
У 921 році після цього в союзі з Наваррою організував контрнаступ, сплюндрувавши землі мусульман в долині Гвадалахари, у 923 році захопив Ла-Ріоху, приєднавши до Наварри міста Нахеру й Вігеру. Того ж року заснував монастир Санта-Колома-де-Нахера, при цьому розлучившись з другою дружиною Арагонтою Гонсалес.
Коли Ордоньйо II помер у 924 році, його діти були ще молоді, а тому королем Леона і Галісії став молодший брат Ордоньйо — Фруела II.

## Родина
1. Дружина — Ельвіра Менендес, донька Ґерменегільдо Гуттьєрес, графа Коїмбри
Діти:
- Санчо (895—929), король Галісії у 926—929 роках
- Альфонсо (бл. 899—933), король Леону у 925—931 роках
- Раміро (900—951), король Леону у 931—951 роках
- Хімена (д/н—935)
- Гарсія (д/н—934)

2. Дружина — Арагонта Гонсалвес де Деса, донька графа Гонсало Белантеса
Дітей не було
3. Дружина — Санча Памплонська, донька Санчо I, короля Наварри
Дітей не було